# フィリップ・オーモン
フィリップ・オーモン（Phillippe Aumont, 1989年1月7日 - ）は、カナダ連邦ケベック州ガティノー出身の元プロ野球選手（投手）。右投左打。

## 経歴

### プロ入り前
野球好きの父の影響で11歳の時に野球を始め、最初のポジションは中堅手だった。それに並行して、父が捕手を務めて投球練習も行っていた。その後、両親の離婚を機に非行に走るようになったが、14歳の時にコーチの家に引き取られてからは更生し、野球の才能を開花させていく。高校はÉcole secondaire du Versantに進学するが、野球はスポーツプログラムが充実しているPolyvalente Nicolas-Gatineauでプレーしていた。高校時代はカナダのナショナルチームに選出される一方で、野球がシーズンオフとなる冬季にはバスケットボールでも活躍。

### プロ入りとマリナーズ傘下時代
2007年のMLBドラフト1巡目（全体11位）でシアトル・マリナーズから指名され、190万ドルの契約金で入団した。ケベック州出身選手の1巡目指名は史上初の快挙であり、歴代のカナダ人選手でもアダム・ローウェン（2002年全体4位）、ジェフ・フランシス（2002年全体9位）に次ぐ史上3番目の高順位での指名となった。
2008年にA級ウィスコンシン・ティンバーラトラーズでデビューし、15試合登板（先発8）で防御率は2.75だった。シーズン終了後には、「ベースボール・アメリカ」誌の有望株ランキングに於いて、グレッグ・ホールマン、マイケル・ソーンダースに次いで球団内3位の評価を受けた。
2009年の開幕前には第2回WBCのカナダ代表に選出された。1次ラウンドのアメリカ合衆国戦で4番手として登板し、ケビン・ユーキリス、カーティス・グランダーソンから三振を奪うなど1回無失点の好投を見せた。シーズンではリリーフに専念してA+級ハイデザート・マーベリックスとAA級ウェストテン・ダイヤモンドジャックスで44試合に登板し、防御率3.88という成績だった。オーモンのリリーフ転向に当たって、マリナーズはスリークォーター気味の投球フォームをオーバースローに改め、シンカーよりもフォーシームの速球を主体とした投球スタイルに改めさせた。

### フィリーズ時代
2009年オフにクリフ・リーの交換相手の1人としてフィラデルフィア・フィリーズに移籍した。
2010年は、スリークォーターに戻して先発に再挑戦するも、AA級レディング・フィリーズで11試合に先発して防御率7.43と振るわず、A+級クリアウォーター・スレッシャーズに降格した。
2011年からは再びリリーフに専念することになった。オフの11月18日に、フィリーズの40人枠に入った。
2012年8月23日にメジャーデビューを果たした。
2013年1月17日に第3回WBC本戦のカナダ代表が発表され代表入りした。
2015年6月17日にトロントパンアメリカン競技大会の男子野球カナダ代表に選出されたことが発表され、代表入りしている。チームは2大会連続2度目の優勝を果たし、金メダルを獲得した。6月24日に自由契約となった。

### ブルージェイズ傘下時代
2015年7月28日にトロント・ブルージェイズとマイナー契約を結ぶ。傘下のAAA級バッファロー・バイソンズで4先発を含む5試合の登板で防御率6.00と振るわず、8月21日に自由契約となった。

### ホワイトソックス傘下時代
2015年10月31日にシカゴ・ホワイトソックスとマイナー契約を結んだ。オフの10月20日に第1回WBSCプレミア12のカナダ代表に選出されたことが発表され代表入りしている。
2016年は開幕から傘下のAAA級シャーロット・ナイツでプレーしていたが、6月6日に現役引退を表明した。

### チャンピオンズ時代
2017年6月7日に母国・カナダを本拠地とする独立リーグであるカナディアン・アメリカン・リーグのオタワ・チャンピオンズと契約を結んだ。

### タイガース傘下時代
2018年1月9日にデトロイト・タイガースとマイナー契約を結び、スプリングトレーニングに招待選手として参加することになった。

### チャンピオンズ復帰
2019年1月10日にオタワ・チャンピオンズと契約した。オフには第2回WBSCプレミア12のカナダ代表に選出され、2大会連続2度目の選出を果たした。壮行試合の日本戦では3回無失点、本戦のキューバ戦では8回無失点の好投を見せた。

### ブルージェイズ傘下復帰
2019年12月2日にトロント・ブルージェイズとマイナー契約を結び、スプリングトレーニングに招待選手として参加した。

### 引退後
2020年6月30日に自身が出演したラジオ番組上で引退を表明した。
現役引退は表明したものの、2023年2月9日に第5回WBCのカナダ代表に選出され、2大会ぶり3度目の選出を果たした。6月6日にサンティアゴパンアメリカン競技大会予選の野球カナダ代表に選出された。

## 投球スタイル
約2mの長身から投じる95～97mph（約152.9～156.1km/h）で動きのある速球と、落差の大きいカーブが武器。チェンジアップの精度は低く、長いイニングを投げると制球が安定しないため、先発投手としては結果を残せなかったが、リリーフでは好成績を残している。将来的はメジャーでクローザーを務める力は十分にあると評価されている。

## 詳細情報

### 年度別投手成績
| 年 度    | 球 団    | 登 板 | 先 発 | 完 投 | 完 封 | 無 四 球 | 勝 利 | 敗 戦 | セ 丨 ブ | ホ 丨 ル ド | 勝 率 | 打 者 | 投 球 回 | 被 安 打 | 被 本 塁 打 | 与 四 球 | 敬 遠 | 与 死 球 | 奪 三 振 | 暴 投 | ボ 丨 ク | 失 点 | 自 責 点 | 防 御 率 | W H I P |
| -------- | -------- | ----- | ----- | ----- | ----- | -------- | ----- | ----- | -------- | ----------- | ----- | ----- | -------- | -------- | ----------- | -------- | ----- | -------- | -------- | ----- | -------- | ----- | -------- | -------- | ------- |
| 2012     | PHI      | 18    | 0     | 0     | 0     | 0        | 0     | 1     | 2        | 5           | .000  | 65    | 14.2     | 10       | 0           | 9        | 1     | 1        | 14       | 2     | 0        | 6     | 6        | 3.68     | 1.30    |
| 2013     | PHI      | 22    | 0     | 0     | 0     | 0        | 1     | 3     | 0        | 1           | .250  | 95    | 19.1     | 24       | 0           | 13       | 1     | 3        | 19       | 2     | 1        | 11    | 9        | 4.19     | 1.91    |
| 2014     | PHI      | 5     | 0     | 0     | 0     | 0        | 0     | 1     | 0        | 0           | .000  | 35    | 5.2      | 14       | 3           | 5        | 0     | 0        | 6        | 0     | 0        | 12    | 12       | 19.06    | 3.35    |
| 2015     | PHI      | 1     | 1     | 0     | 0     | 0        | 0     | 1     | 0        | 0           | .000  | 23    | 4.0      | 5        | 2           | 7        | 0     | 0        | 3        | 1     | 0        | 6     | 6        | 13.50    | 3.00    |
| MLB：4年 | MLB：4年 | 46    | 1     | 0     | 0     | 0        | 1     | 6     | 2        | 6           | .143  | 218   | 43.2     | 53       | 5           | 34       | 2     | 4        | 42       | 5     | 1        | 35    | 33       | 6.80     | 1.99    |

### WBCでの投手成績
| 年 度 | 代 表  | 登 板 | 先 発 | 勝 利 | 敗 戦 | セ ｜ ブ | 打 者 | 投 球 回 | 被 安 打 | 被 本 塁 打 | 与 四 球 | 敬 遠 | 与 死 球 | 奪 三 振 | 暴 投 | ボ ｜ ク | 失 点 | 自 責 点 | 防 御 率 |
| ----- | ------ | ----- | ----- | ----- | ----- | -------- | ----- | -------- | -------- | ----------- | -------- | ----- | -------- | -------- | ----- | -------- | ----- | -------- | -------- |
| 2009  | カナダ | 1     | 0     | 0     | 0     | 0        | 6     | 1.0      | 2        | 0           | 1        | 0     | 0        | 2        | 1     | 0        | 0     | 0        | 0.00     |
| 2013  | カナダ | 2     | 0     | 0     | 0     | 0        | 11    | 1.2      | 5        | 0           | 1        | 0     | 0        | 1        | 0     | 0        | 3     | 3        | 16.20    |
| 2023  | カナダ | 2     | 0     | 1     | 0     | 0        | 14    | 3.0      | 2        | 0           | 4        | 0     | 0        | 4        | 0     | 0        | 1     | 1        | 3.00     |

### WBSCプレミア12での投手成績
| 年 度 | 代 表  | 登 板 | 先 発 | 勝 利 | 敗 戦 | セ ｜ ブ | 打 者 | 投 球 回 | 被 安 打 | 被 本 塁 打 | 与 四 球 | 敬 遠 | 与 死 球 | 奪 三 振 | 暴 投 | ボ ｜ ク | 失 点 | 自 責 点 | 防 御 率 |
| ----- | ------ | ----- | ----- | ----- | ----- | -------- | ----- | -------- | -------- | ----------- | -------- | ----- | -------- | -------- | ----- | -------- | ----- | -------- | -------- |
| 2015  | カナダ | 3     | 0     | 1     | 1     | 0        | 23    | 4.1      | 5        | 0           | 4        | 0     | 3        | 3        | 0     | 0        | 3     | 1        | 2.08     |
| 2019  | カナダ | 1     | 1     | 1     | 0     | 0        | 28    | 8.0      | 2        | 0           | 1        | 0     | 0        | 9        | 0     | 0        | 0     | 0        | 0.00     |

- 太字は大会最高

### 記録
MiLB
- オールスター・フューチャーズゲーム選出：1回（2008年）

### 背番号
- 48（2012年 - 2015年）
- 55（2017年）

### 代表歴
- 2009 ワールド・ベースボール・クラシック・カナダ代表
- 2013 ワールド・ベースボール・クラシック・カナダ代表
- 2015年パンアメリカン競技大会男子野球カナダ代表
- 2015 WBSCプレミア12 カナダ代表
- 2019 WBSCプレミア12  カナダ代表
- 2023 ワールド・ベースボール・クラシック・カナダ代表
- 2023年パンアメリカン競技大会予選野球カナダ代表